# 스페인령 네덜란드
스페인령 네덜란드(스페인어: Países Bajos Españoles; 네덜란드어: Spaanse Nederlanden; 프랑스어: Pays-Bas espagnols; 독일어: Spanische Niederlande) (역사적으로 스페인어로는 Flandes, "플란데런"이라는 이름은 부분으로 전체를 나타내는 말로 사용되었다.)는 1556년부터 1714년까지 합스부르크 가문의 스페인계 왕실이 통치한 합스부르크 네덜란드이다. 이곳은 스페인 제국의 동군연합으로 저지대 국가의 신성 로마 제국의 여러 제국 영지들을 모아놓은 지역이었다. 이 지역은 오늘날의 벨기에와 룩셈부르크의 대부분을 포함하며, 북부 프랑스, 남부 네덜란드, 서부 독일의 일부를 포함하고 브뤼셀이 수도였다. 플랑드르 군은 이 영토를 방어하는 임무를 맡았다.
이전 부르고뉴령 네덜란드의 제국 영지들은 1482년 마리 드 부르고뉴 여공작의 사망으로 단절된 발루아부르고뉴가로부터 오스트리아 합스부르크가가 상속받았다. 네덜란드 17주는 합스부르크 네덜란드의 핵심을 형성했으며, 1556년 카를 5세 황제의 퇴위로 스페인 합스부르크가에 넘어갔다. 1581년 네덜란드 일부가 분리되어 자치적인 네덜란드 공화국을 형성했을 때, 나머지 지역은 스페인 왕위 계승 전쟁까지 스페인 통치하에 남아 있었다.

## 역사

### 배경
브라반트 공국을 중심으로 한 저지대 영지들의 공동 행정 체제는 이미 부르고뉴 공작 필리프 3세 드 부르고뉴 공작의 통치 하에 스타트허우더를 임명하고 1464년 네덜란드 의회를 처음 소집하면서 존재했다. 그의 손녀 마리는 1477년 체결된 대 특권령에 의해 국가에 여러 특권을 확인해주었다. 남편인 오스트리아 대공 막시밀리안 1세가 통치권을 장악한 후, 의회는 자신들의 특권을 주장했고, 이는 홀란트 백국에서 훅 반란과 플랑드르 반란으로 이어졌다. 막시밀리안은 알브레히트 3세 폰 작센 공작과 그의 아들인 카스티야의 후아나의 남편 펠리페 1세의 지지 속에 승리했으며, 펠리페는 1493년에 합스부르크 네덜란드의 통치권을 맡게 되었다.
펠리페와 그의 아들이자 후계자인 카를 5세는 부르고뉴 유산, 특히 저지대 국가와 신성 로마 제국 내의 자유 부르군트 자유백국을 가리키는 "부르고뉴 공작"이라는 칭호를 유지했다. 합스부르크가는 종종 부르고뉴라는 용어를 자신들의 세습 영지(예: 1512년에 설립된 제국 부르고뉴 관구의 이름)를 지칭하는 데 사용했으며, 실제로 오스트리아령 네덜란드가 프랑스 제1공화국에 상실된 1795년까지 그러했다. 네덜란드 총독은 저지대 국가의 부르고뉴 유산 관리를 담당했다. 카를 5세는 저지대 국가에서 태어나고 자랐으며 종종 브뤼셀의 코덴베르크 궁전에 머물렀다.
1549년 국사조칙에 따라, 카를 5세는 네덜란드 17주를 통일되고 불가분의 합스부르크 영지로 선포했다. 1555년에서 1556년 사이에 합스부르크 가문은 카를의 퇴위로 인해 오스트리아-독일 계열과 스페인 계열로 분열되었다. 네덜란드는 그의 아들 펠리페 2세에게 남겨졌고, 그의 형인 페르디난트 1세는 그의 뒤를 이어 신성 로마 황제가 되었다. 데 유레상으로는 여전히 신성 로마 제국의 봉읍이었던 네덜란드 17주는 그 이후로 데 팍토 합스부르크 스페인 계열의 통치 아래 부르고뉴 유산의 일부로 존재했다.

### 네덜란드 독립 전쟁
펠리페의 엄격한 반종교개혁 조치들은 주로 칼뱅주의가 널리 퍼진 네덜란드 지방에서 네덜란드 반란을 촉발시켰고, 이는 1568년 네덜란드 독립 전쟁의 발발로 이어졌다. 1579년 1월, 북부 7개 주는 개신교 위트레흐트 동맹을 결성했고, 이는 1581년 포기 선언으로 7개 연합주 공화국으로서 합스부르크 스페인 계열로부터 독립을 선언했다. 합스부르크 스페인 계열은 부분적으로 가톨릭을 믿는 남네덜란드에 대한 통치권만을 유지할 수 있었는데, 이는 1585년 안트베르펜 함락 이후 완성되었다.

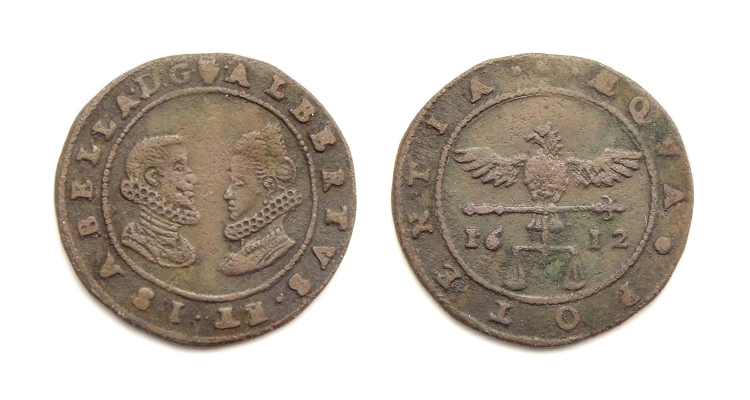
1612년 안트베르펜에서 주조된 대공 알베르 7세와 스페인의 이사벨라 공주의 초상화가 새겨진 제통.
앞면: 알베르와 이사벨라의 초상화.
뒷면: 저울을 든 독수리, 1612년 날짜.

1598년 스페인령 네덜란드가 펠리페의 딸 이사벨 클라라 에우헤니아와 그녀의 남편 알베르 7세 대공에게 넘어갔을 때 더 좋은 시절이 찾아왔다. 두 사람의 통치는 경제에 절실히 필요했던 평화와 안정기를 가져왔고, 이는 남부 네덜란드만의 정체성 성장을 촉진하고 이전의 반스페인 감정을 화해시키며 합스부르크 가문의 권위를 공고히 했다. 17세기 초, 브뤼셀에는 번성하는 궁정이 있었다. "대공 부부"라고 알려진 그들의 궁정에서 배출된 예술가 중에는 페테르 파울 루벤스가 있었다. 이사벨라와 알베르 통치 하에 스페인령 네덜란드는 사실상 스페인으로부터 형식적인 독립을 누렸지만, 항상 비공식적으로 스페인의 영향권 내에 남아있었다. 1621년 알베르의 사망과 함께 다시 공식적인 스페인 통치 하로 돌아갔지만, 자녀가 없던 이사벨라는 1633년 사망할 때까지 총독으로 남아있었다.
'이단적인' 북부 네덜란드를 되찾으려던 실패한 전쟁은 북부에서 상당한 (여전히 주로 가톨릭을 믿는) 영토의 손실을 의미했고, 이는 1648년 베스트팔렌 조약으로 확정되었으며, 특이하게도 공동 통치 지역이라는 열등한 지위를 부여받았다 (연합 공화국이 공동으로 통치하며, 회원 주로 인정되지 않음): 스헬더강 남쪽의 제이우스플란데런, 현재 네덜란드 노르트브라반트주, 그리고 마스트리흐트 (현재 네덜란드 림뷔르흐주에 위치).

### 프랑스 정복
17세기 후반에 합스부르크 스페인 계열의 권력이 약화되면서, 합스부르크 통치 하의 네덜란드 영토는 프랑스에 의해 반복적으로 침략당했고, 잇따른 전쟁에서 점점 더 많은 영토가 프랑스의 지배 하에 들어갔다. 1659년 피레네 조약으로 프랑스는 아르투아 백국의 대부분을 합병했고, 됭케르크는 영국에 양도되었다. 엑스라샤펠 조약 (1668년)(1668년 상속 전쟁을 종결시킨)과 네이메헌 조약 (1678년 프랑스-네덜란드 전쟁을 종결시킨)을 통해 캉브레, 왈롱 플랑드르, 그리고 에노 백국의 절반 (발랑시엔 포함)을 포함하여 현재 프랑스-벨기에 국경까지의 추가 영토가 할양되었다. 이후 레위니옹 전쟁과 9년 전쟁에서 프랑스는 해당 지역의 다른 부분들을 합병했지만, 1697년 레이스베이크 조약으로 스페인에 반환되었다.
스페인 왕위 계승 전쟁 동안, 1706년에 합스부르크 네덜란드는 나머지 분쟁 기간 동안 영국-네덜란드의 공동통치령이 되었다. 전쟁을 종결시킨 1713/14년 위트레흐트 조약과 라슈타트 조약에 따라, 남네덜란드는 오스트리아 합스부르크 군주국으로 돌아가 오스트리아령 네덜란드를 형성했다.